# Miroslav Holeňák
Miroslav Holeňák (ur. 10 lutego 1976 w Gottwaldovie) – czeski piłkarz występujący na pozycji obrońcy.

## Kariera klubowa
Holeňák karierę rozpoczynał w 1993 roku w Svicie Zlín, grającym w pierwszej lidze czeskiej. Jego barwy reprezentował przez trzy sezony, a potem odszedł do także pierwszoligowej Petry Drnovice. W 2000 roku zmieniła ona nazwę na 1. FK Drnovice. Na początku 2001 roku Holeňák odszedł stamtąd do Slovana Liberec. W sezonie 2001/2002 zdobył z nim mistrzostwo Czech.
W 2004 roku przeszedł do Slavii Praga, również występującej w pierwszej lidze. W sezonie 2004/2005 wywalczył z nią wicemistrzostwo Czech. W 2006 roku Holeňák przeniósł się do austriackiego SV Mattersburg. W Bundeslidze zadebiutował 19 lipca 2006 w wygranym 1:0 meczu z Rapidem Wiedeń. W Mattersburgu spędził sezon 2006/2007, podczas którego zajął z nim 3. miejsce w Bundeslidze.
W 2007 roku Holeňák wrócił do Slovana Liberec, gdzie tym razem spędził cztery sezony, a w 2011 roku zakończył karierę.

## Kariera reprezentacyjna
W reprezentacji Czech Holeňák zadebiutował 27 marca 2002 w zremisowanym 0:0 towarzyskim meczu z Walią. W drużynie narodowej rozegrał 3 spotkania, wszystkie w 2002 roku.